# Cephalotaxus alpina
Cephalotaxus alpina — вид хвойних рослин з родини тисових (Taxaceae). Місцем проживання цього виду є Китай (Ганьсу, Юньнань).